# 小数点大闹整数王国
《小数点大闹整数王国》是一部中国电视剧制作中心制作的动画作品，于1987年播出。

## 剧情简介
有一个整数王国，国王是数字0。国王寿辰之日，整数文武百官前来道贺。一个黑乎乎、圆溜溜的小数点前来凑热闹……